# Roberto Gerhardt
Roberto Gerhardt (født 26. september 1896, død 5. januar 1970) var en spansk/engelsk komponist af schweizisk afstamning. 
Gerhardt emigrerede i 1939 til England, hvor han kom til at spille en stor rolle inden for organisatorisk arbejde. Hans musik bærer præg af fransk impressionisme og af Maurice Ravels instrumentationsteknik og er ofte udarbejdet i henhold til tolvtoneteknik.
Han har skrevet 7 symfonier (hvoraf nr. 5 er ufuldendt) og orkesterværker.

## Udvalgte værker
- Symfoni "Hyldest til Pedrell" (1941) - for orkester
- Symfoni nr. 1 (1952-1953) - for orkester
- Symfoni nr. 2 (1957–1959) - rekomposition som "Metamorfose" (ufuldendt) (1967–68) - for orkester
- Symfoni nr. 3 "Collager" (1960) - for bånd og orkester
- Symfoni nr. 4 "New York" (1967) - for orkester
- Symfoni nr. 5 (kun fragment) (1969) - for orkester
- Kammersymfoni "Løven" (1969) - for kammerorkester